# Okręg mazurski Kościoła Chrześcijan Baptystów w RP

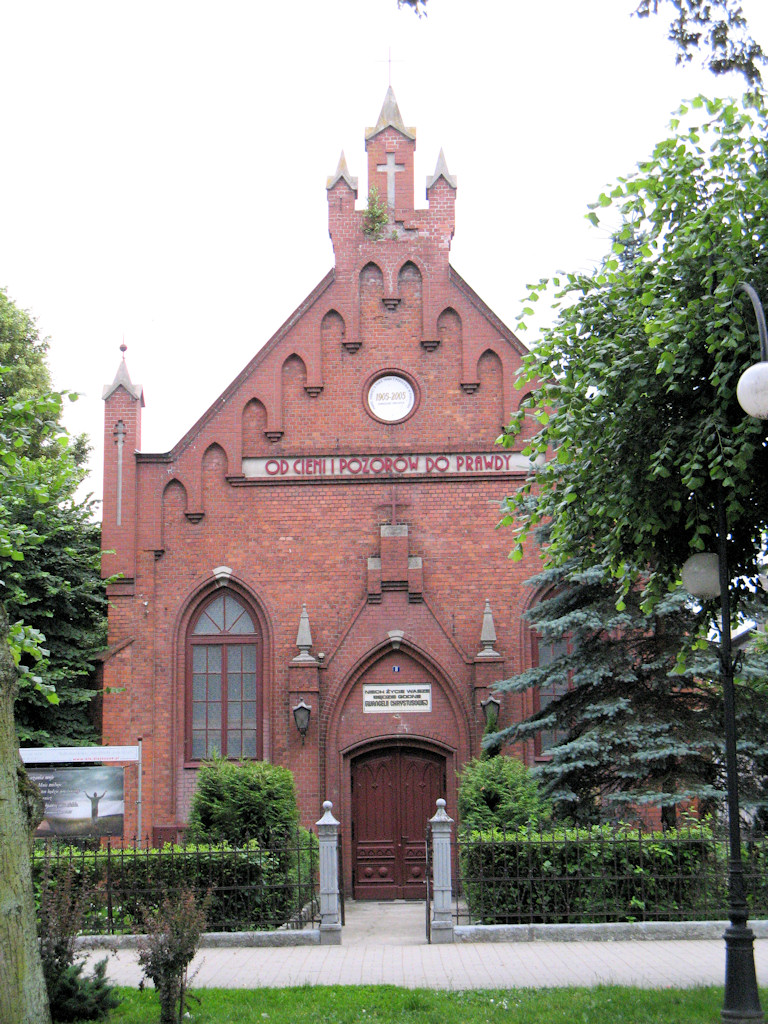
Kościół Chrześcijan Baptystów w Ełku

Okręg mazurski – jeden z dziewięciu okręgów Kościoła Chrześcijan Baptystów w RP liczący 9 zborów i 2 placówki. Przedstawicielem okręgu jest pastor Andrzej Seweryn.
W roku 2013 okręg liczył 454 członków (nie licząc dzieci).

## Zbory

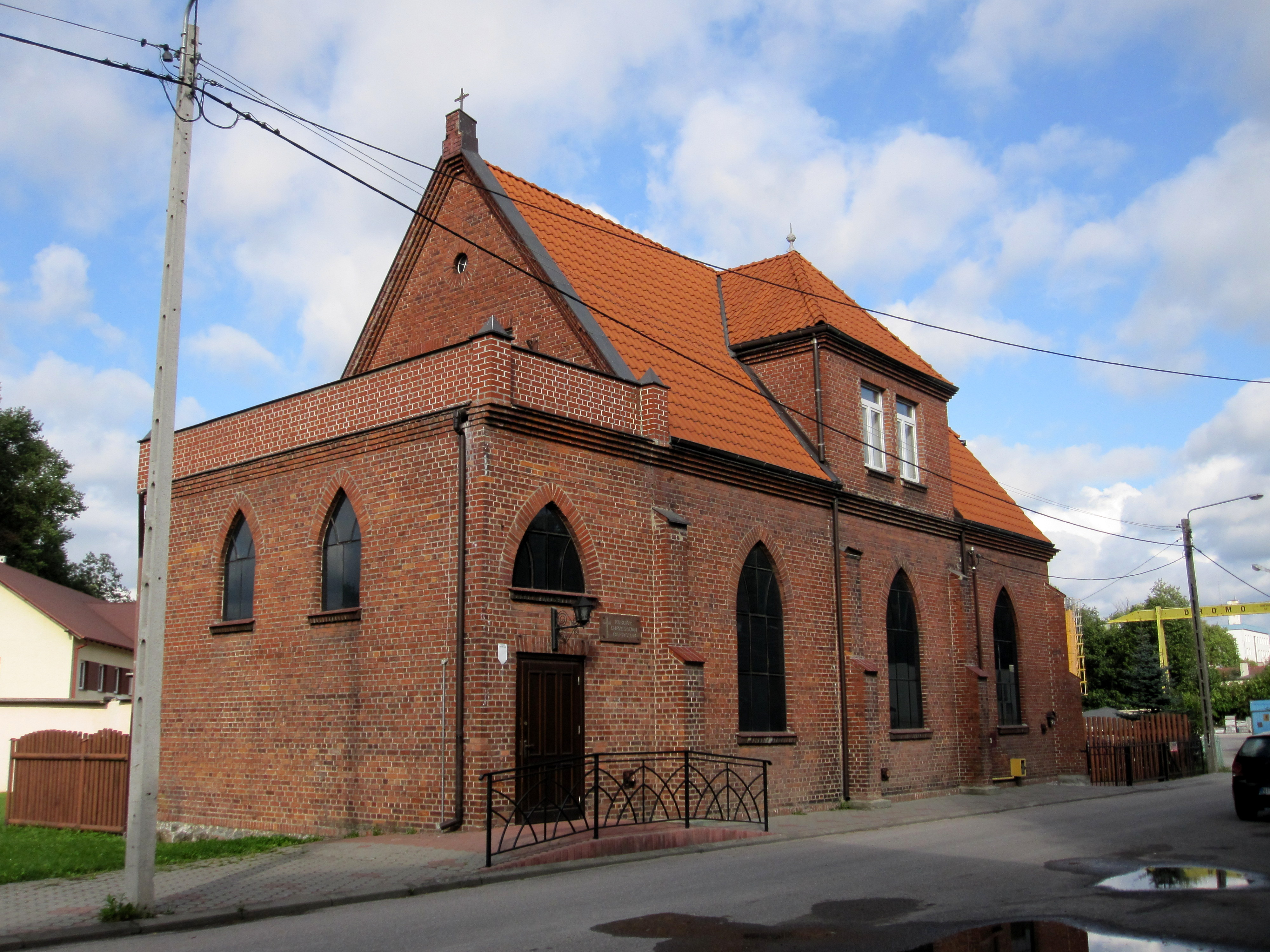
Kościół Chrześcijan Baptystów w Ostródzie

Lista zborów okręgu mazurskiego (w nawiasie nazwa zboru):
- zbór w Bartoszycach
- zbór w Ełku
- zbór w Giżycku
- zbór w Kętrzynie
- zbór w Nidzicy
- zbór w Olsztynie
- zbór w Olsztynku
- zbór w Ostródzie
- zbór w Szczytnie

## Placówki
Lista placówek okręgu mazurskiego:
- placówka w Ostrołęce